# Music Box (TV-kanal)
Music Box var en Europeisk 24-timmars kabel- och satellitkanal, ägd av Virgin, som sände från mars 1984 till och med den 30 januari 1987.
Som 24-timmars TV-kanal på 1980-talet kunde Music Box nå 60 miljoner potentiella tittare i Europa, Mellanöstern och Nordafrika. Vid denna tid var satellitmottagningssystem mycket dyra och av denna anledning var kanalen mycket stor i de länder där kabel-TV-näten var väl utbyggda, främst i Storbritannien, Nederländerna, Belgien, Västtyskland och i de skandinaviska länderna.
Den 30 januari 1987 började Super Channel sända på samma satellitfrekvens som tidigare användes av Music Box på satelliten Eutelsat 1-F1. Av denna anledning slutade Music Box vara en 24-timmarskanal och Virgin satte istället upp Music Box som en självständig producent av musikprogram som sände 10 timmar per dag på Super Channel fram till och med september 1987. Under perioden oktober 1987 - januari 1990 fortsatte Music Box att sända några timmar per dag på Super Channel.